# Tony Levin
Anthony Frederick "Tony" Levin (ur. 6 czerwca 1946 w Bostonie) – amerykański muzyk i kompozytor, multiinstrumentalista, uznany muzyk sesyjny. Jeden z najbardziej rozpoznawalnych i innowacyjnych gitarzystów basowych XX wieku, wirtuoz zarówno gitary basowej jak i chapman stick, którego jest propagatorem a także najbardziej znanym muzykiem na świecie grającym na tym instrumencie. Znany, prawdopodobnie, przede wszystkim z występów w zespole rocka progresywnego King Crimson.
Tony Levin współpracował ponadto m.in. z takimi wykonawcami jak: Bozzio Levin Stevens, Peter Gabriel, Yes, Pink Floyd, John Lennon, Dire Straits, John Petrucci, Jordan Rudess, Mike Portnoy, Liquid Tension Experiment, Joan Armatrading, Alice Cooper, Cher, Seal, David Bowie, Chuck Mangione, Pandora’s Box, Carly Simon, California Guitar Trio, Sarah McLachlan, Tracy Chapman, Paul Simon, Steven Wilson oraz Stick Men.

## Publikacje
- Beyond the Bass Clef, 1998, Papa Bear Records, ISBN 978-0-9668137-0-8

## Instrumentarium
| - Chapman Stick - OLP Tony Levin Signature 5-String Bass - Music Man StingRay |  | - NS Electric Upright Bass - NS Electric Cello |

## Filmografia
- "One-Trick Pony" (jako John DiBatista, 1980, film fabularny, reżyseria: Robert M. Young)[11]
- "Rising Low" (jako on sam, 2002, film dokumentalny, reżyseria: Mike Gordon)[12]
- "Breaking 513" (jako on sam, 2013, film dokumentalny, reżyseria: Jack Casadone)[13]

## Dyskografia
| - Don McLean – Don McLean (1972, United Artists Records) - Buddy Rich – The Roar Of '74 (1974, Groove Merchant) - Judy Collins – Judith (1975, Elektra Records) - Alice Cooper – Welcome To My Nightmare (1975, Atlantic Records) - Alice Cooper – Alice Cooper Goes to Hell (1976, Warner Bros. Records) - Ringo Starr – Ringo The 4th (1977, Polydor Records) - Peter Gabriel – Peter Gabriel (1978, Charisma Records) - Robert Fripp – Exposure (1970, EG Records) - Paul Simon – One-Trick Pony (1980, Warner Bros. Records) - Chuck Mangione – Main Squeeze (1976, A&M Records) - Art Garfunkel – Watermark (1977, Columbia Records) - King Crimson – Discipline (1981, Warner Bros. Records) - King Crimson – Beat (1982, EG Records) - King Crimson – Three of a Perfect Pair (1984, Warner Bros. Records) |  | - Anderson Bruford Wakeman Howe – Anderson Bruford Wakeman Howe (1989, Arista Records) - Peter Gabriel – Us (1992, Virgin Records) - Peter Gabriel – Secret World Live (1994, Geffen Records) - King Crimson – THRAK (1995, Discipline Global Mobile) - Tony Levin – World Diary (1995, Discipline Global Mobile) - Steve Gorn, Tony Levin, Jerry Marotta – From The Caves Of The Iron Mountain (1997, Discipline Global Mobile) - Bill Bruford, Tony Levin, David Torn, Chris Botti – Bruford Levin Upper Extremities (1998, Discipline Global Mobile) - Tony Levin – Waters Of Eden (2000, Narada Records) - Tony Levin – Pieces Of The Sun (2002, Narada Records) - Tony Levin Band – Double Espresso (2002, Narada Records) - Tony Levin – Resonator (2006, Narada Records) - Tony Levin – Stick Man (2007, Lazy Bones Recordings) - Tony Levin, David Torn, Alan White – Levin Torn White (2011, Lazy Bones Recordings) - Tony Levin, Marco Minnemann, Jordan Rudess – Levin, Minnemann, Rudess (2013, Lazy Bones Recordings) |